# Bout de chou
Pour plus de détails, voir Fiche technique et Distribution.
Bout de chou est un film français réalisé par Henry Wulschleger, sorti en 1935.

## Synopsis
Victor Darnetal (Bach) monte à Paris pour assister à la première de la Revue de music-hall de son neveu. Il découvre que celui-ci a une femme et surtout un enfant,  Bout de chou, mais que le couple est au bord de la rupture. Il va alors tenter de les réconcilier.

## Fiche technique
- Titre français : Bout de chou
- Réalisation : Henry Wulschleger
- Scénario : Yves Mirande, d'après la pièce de Yves Mirande et Julien Duvivier (crédités Mirande et Duvivier)
- Montage : Maurice Serein
- Musique : Vincent Scotto et Jean Yatove
- Société de production : F.I.L.B.A.
- Société de distribution : Lux Compagnie Cinématographique de France
- Pays de production :  France
- Format : Noir et blanc - 35 mm - 1,37:1 - Son Mono
- Genre : Comédie
- Durée : 80 minutes
- Date de sortie : 
  - France : 23 août 1935
- Affiche : Bernard Lancy (France)

## Distribution
- Bach : Victor Darnetal
- Pierre Brasseur : Georges Darnetal
- Janine Merrey : Lucie
- Milly Mathis : Nathalie
- Tania Fédor : Léone de Vincy
- Jacky Vilmont : Bout de chou
- Pierre Athon : Le régisseur
- Jean Buquet : Le petit chanteur
- Pierre Juvenet : Le critique
- Paul Ollivier : Cagibol
- Sinoël : L'adjoint sourd
- Serjius